# Município de Union (condado de Morgan, Ohio)
O município de Union (em inglês: Union Township) é um município localizado no condado de Morgan no estado estadounidense de Ohio. No ano de 2010 tinha uma população de 614 habitantes e uma densidade populacional de 6,46 pessoas por km².

## Geografia
O município de Union encontra-se localizado nas coordenadas 39° 35′ 54″ N, 81° 58′ 38″ O. Segundo o Departamento do Censo dos Estados Unidos, o município tem uma superfície total de 95.02 km², da qual 94,33 km² correspondem a terra firme e (0,73 %) 0,69 km² é água.

## Demografia
Segundo o censo de 2010, tinha 614 pessoas residindo no município de Union. A densidade populacional era de 6,46 hab./km². Dos 614 habitantes, o município de Union estava composto pelo 95,77 % brancos, o 1,95 % eram afroamericanos, o 0,16 % eram amerindios, o 0,16 % eram asiáticos e o 1,95 % eram de uma mistura de raças. Do total da população o 0,33 % eram hispanos ou latinos de qualquer raça.